# Marsupella microphylla
Marsupella microphylla là một loài Rêu trong họ Gymnomitriaceae. Loài này được R.M. Schust. mô tả khoa học đầu tiên năm 1978.